# Палмер-Джеймс, Ричард
Ри́чард Дже́фри Ча́рльз Па́лмер-Джеймс (англ. Richard Jeffrey Charles Palmer-James; 11 июня 1947, Борнмут, Дорсет, Англия) — британский поэт и музыкант. Наиболее известен как автор текстов группы King Crimson в начале 1970-х, а также как гитарист первого состава Supertramp.

## Биография
Его музыкальная карьера начиналась в различных борнмутских группах: The Corvettes, The Palmer-James Group (куда также входили Алек Джеймс, Tedrad и Ginger Man, а также Джон Уэттон). Позже он становится основателем Supertramp. Его стихи представлены на первом альбоме группы Supertramp.
C 1972 года он начинает сотрудничать с King Crimson в качестве штатного поэта группы, сменив Питера Синфилда. Тексты Палмера-Джеймса появлялись на альбомах Larks' Tongues in Aspic, Starless and Bible Black и Red. Сотрудничество с King Crimson прекратилось с распадом группы в 1974 году, однако Палмер-Джеймс работал с Джоном Уэттоном и Дэвидом Кроссом, бывшими музыкантами группы.
С начала 1970-х Палмер-Джеймс постоянно жил в Мюнхене. Ещё одним проектом, в котором принимал участие Палмер-Джеймс в начале 1970-х, была арт-роковая группа Emergency.
В 1997 году вместе с Джоном Уэттоном записывает альбом под названием Monkey Business, представляющий собой сборник ранее неизданного материала.
В последнее время Палмер-Джеймс зарабатывает в основном сочинением текстов, а также выступлениями в клубах в качестве гитариста.